# Lista över Sveriges växtregioner
Sveriges växtregioner är: 
- kalfjäll, alpina regionen,
- fjällbjörkskog, subalpina regionen,
- fjällbarrskog, prealpina regionen
- norra barrskogsregionen (ingår i det globala boreala barrskogsbältet, tajgan)
- södra barrskogsregionen , till ekens nordgräns (boreonemorala zonen, övergångsregion mellan nemorala lövskogar och boreala barrskogar)
- blandskogsregionen , till bokens nordgräns (boreonemorala zonen, övergångsregion mellan nemorala lövskogar och boreala barrskogar)
- södra lövskogsregionen , söder/väster om granens (naturliga) gräns[1]
- På södra halvan av Öland växer varken gran eller bok.